# Айшинское сельское поселение
Айшинское се́льское поселе́ние — муниципальное образование в Зеленодольском районе Татарстана Российской Федерации.
Административный центр — село Айша.

## История
Статус и границы сельского поселения установлены Законом Республики Татарстан от 31 января 2005 года № 24-ЗРТ «Об установлении границ территорий и статусе муниципального образования "Зеленодольский муниципальный район" и муниципальных образований в его составе».

## Население
| 2010  | 2011  | 2012  | 2013  | 2014  | 2015  | 2016  |
| ----- | ----- | ----- | ----- | ----- | ----- | ----- |
| 3895  | ↗3903 | ↗3967 | ↗4057 | ↗4115 | ↘4090 | ↗4156 |
| 2017  | 2018  | 2021  |       |       |       |       |
| ↗4161 | ↘4107 | ↗4529 |       |       |       |       |

## Состав сельского поселения
| № | Населённый пункт | Тип населённого пункта       | Население |
| - | ---------------- | ---------------------------- | --------- |
| 1 | Айша             | село, административный центр | ↗3204     |
| 2 | Ильинское        | село                         |           |
| 3 | Красный Яр       | деревня                      |           |
| 4 | Нарат            | посёлок                      |           |
| 5 | Сафоново         | деревня                      |           |
| 6 | Успенка          | деревня                      |           |